# UBXN10
UBXN10 (англ. UBX domain protein 10) – білок, який кодується однойменним геном, розташованим у людей на 1-й хромосомі. Довжина поліпептидного ланцюга білка становить 280 амінокислот, а молекулярна маса — 30 811.
| 10         |  | 20         |  | 30         |  | 40         |  | 50         |
| ---------- |  | ---------- |  | ---------- |  | ---------- |  | ---------- |
| MATEAPVNIA |  | PPECSTVVST |  | AVDSLIWQPN |  | SLNMHMIRPK |  | SAKGRTRPSL |
| QKSQGVEVCA |  | HHIPSPPPAI |  | PYELPSSQKP |  | GACAPKSPNQ |  | GASDEIPELQ |
| QQVPTGASSS |  | LNKYPVLPSI |  | NRKNLEEEAV |  | ETVAKKASSL |  | QLSSIRALYQ |
| DETGTMKTSE |  | EDSRARACAV |  | ERKFIVRTKK |  | QGSSRAGNLE |  | EPSDQEPRLL |
| LAVRSPTGQR |  | FVRHFRPTDD |  | LQTIVAVAEQ |  | KNKTSYRHCS |  | IETMEVPRRR |
| FSDLTKSLQE |  | CRIPHKSVLG |  | ISLEDGEGWP |  |            |  |            |

A: Аланін

C: Цистеїн

D: Аспарагінова кислота

E: Глутамінова кислота

F: Фенілаланін

G: Гліцин

H: Гістидин

I: Ізолейцин

K: Лізин

L: Лейцин

M: Метіонін

N: Аспарагін

P: Пролін

Q: Глутамін

R: Аргінін

S: Серин

T: Треонін

V: Валін

W: Триптофан

Кодований геном білок за функцією належить до фосфопротеїнів. 
Задіяний у такому біологічному процесі, як біогенез та деградація війок. 
Локалізований у клітинних відростках, війках.